# Normandel
Normandel foi uma comuna francesa na região administrativa da Normandia, no departamento Orne. Estendia-se por uma área de 7,5 km². Em 2010 a comuna tinha 94 habitantes (densidade: 12,5 hab./km²).
Em 1 de janeiro de 2018, passou a formar parte da nova comuna de Charencey.